# Casper Kettler

Wapen Kettler / von Ketteler

Casper Kettler ook bekend als Casper von Ketteler (1510-1568) heer van Middelburg en Bockenhövel. Hij was een zoon van Rutger V Kettler van Alt-Assen en Margaretha van Gahlen erfvrouwe van Bockenhövel.
In 1541 werd hij met zijn broers beleend met Hovestadt. Hij bouwde de Middelburg. In 1556 was hij drost te Stromberg. 
Kettler trouwde in 1535 met Wilhelmina van Böckenförde-Schüngel (1515-) vrouwe van Echthausen. Zij was een dochter van Johan van Böckenförde-Schüngel (1480-) heer van Neuheim en Övinghausen en Gerdeke van Fürstenberg-Hollinghoven (1490-) vrouwe van Echthausen.
Uit zijn huwelijk zijn de volgende kinderen geboren:
- Conrad Ketteler heer van Middelburg en Bockenhövel (1540-1595)
- Georg Kettler heer van Auburg (1545-1595). Hij trouwde ca. 1570 met Anna Anges van Ledebur vrouwe van Warburg (1550-). Uit zijn huwelijk werd geboren:
  - Margaretha Kettler vrouwe van Warburg (1580-1625). Zij trouwde ca. 1602 met Herman van Oer (1575-1620). Hij was een zoon van Jasper van Oer en Elisabeth von Canstein (1552-1621).

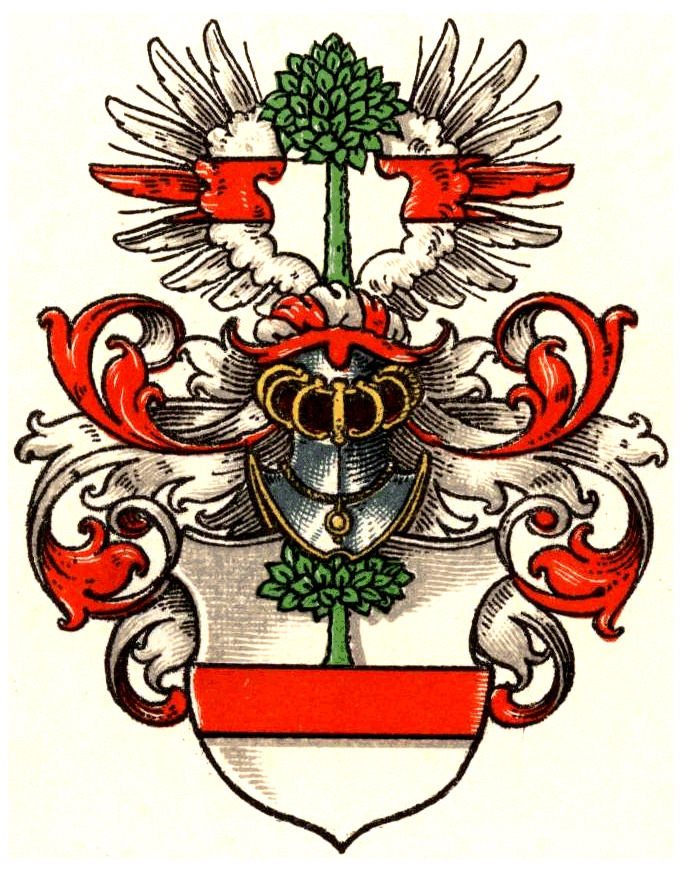
Wapen von Böckenförde-Schüngel